# Ney Tshims
 (juillet 2025).
Ney Tshims, de son vrai nom Whitney Tshimpaka Mulanga, est une chanteuse congolaise née à Kinshasa. Elle est active dans la scène musicale depuis le début des années 2020. Mêlant musique urbaine, R&B, afropop et influences congolaises, elle incarne une nouvelle génération d’artistes féminines déterminées à porter haut la voix de la RDC sur les scènes africaines et internationales.

## Biographie
Ney Tshims grandit à Kinshasa dans une famille profondément attachée à la musique. Elle développe dès son plus jeune âge un talent vocal remarquable et se fait repérer dans le milieu professionnel en rejoignant le groupe G7, une formation de musiciens qui accompagne l’artiste Ferré Gola, l’un des grands noms de la rumba congolaise.Ce passage lui permet de se perfectionner sur scène, d’acquérir de l’expérience dans l’industrie musicale, et de cultiver une vision artistique singulière.
Par ailleurs, Ney est également la sœur de la chanteuse Rebo Tchulo, ce qui l’inscrit dans une lignée de femmes artistes influentes en RDC.

## Carrière
En 2025, Ney Tshims décide de lancer officiellement sa carrière solo, sous la direction artistique du label BONG & Co.. Elle fait sensation avec un premier single en collaboration avec le rappeur franco-congolais Chily, marquant ainsi son entrée dans la scène musicale urbaine internationale.

## Style musical
Ney Tshims navigue entre afro-urban, R&B, rumba nouvelle vague et afropop. Elle allie une voix chaude à une écriture sincère, explorant les émotions, les relations humaines, l’indépendance et la fierté féminine. Sa musique se veut accessible, engagée, mais toujours esthétique et raffinée.